# Physella gyrina
Physella gyrina is een slakkensoort uit de familie van de Physidae. De wetenschappelijke naam van de soort is voor het eerst geldig gepubliceerd in 1821 door Say.